# Jaya (nome)
Jaya è un nome proprio di persona maschile e femminile usato in diverse lingue diffuse nel subcontinente indiano.

## Origine e diffusione
Deriva da un termine sanscrito, jaya, che significa "vittoria", ed è quindi analogo per significato ai nomi Vittoria e Vijaya. Sebbene la traslitterazione in alfabeto latino sia uguale, la forma femminile e quella maschile sono scritte diversamente: la prima, जया, è un epiteto della dea induista Durgā, mentre la seconda, जय, è un nome portato da diverse figure presenti nei testi sacri induisti.
Nell'onomastica indiana moderna, la situazione è complessa: il nome è innanzitutto presente nelle lingue hindī e marāṭhi, ma mentre nel sud dell'India, sia il nome maschile, sia quello femminile, vengono resi con la forma "Jaya", nelle regioni settentrionali invece "Jaya" è generalmente usata solo per traslitterare il femminile, mentre il maschile viene reso con "Jay" o "Jai". 
Il nome è attestato anche nelle lingue telugu (జయ, Jaya, maschile e femminile), tamil (ஜெயா, Jaya e ஜெய, Jeya, femminili, e ஜெய், Jai, maschile) e gugiarati (જય, Jay, maschile).

## Onomastico
Il nome è adespota, cioè non è portato da nessun santo, quindi l'onomastico si festeggia il 1º novembre, giorno di Ognissanti.

## Persone

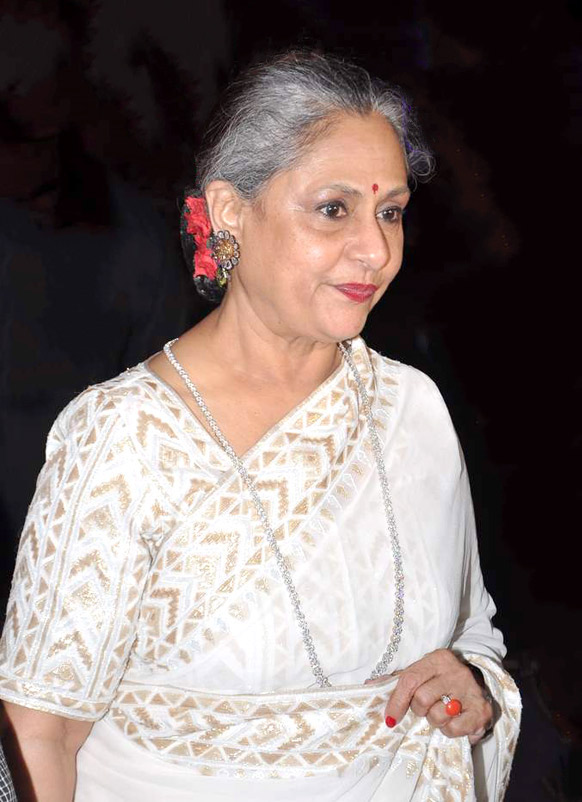
Jaya Bachchan

### Femminile
- Jaya Bachchan, attrice e politica indiana

### Maschile
- Jai Singh Prabhakar Bahadur, maharaja di Alwar